# Phrynobatrachus acutirostris
Phrynobatrachus acutirostris es una especie  de anfibios de la familia Ranidae.

## Distribución geográfica
Se encuentra en Burundi, República Democrática del Congo y Ruanda. 

## Estado de conservación
Se encuentra amenazada de extinción por la pérdida de su hábitat natural.